# Wasilios Makridis
Wasilios Makridis (grecki: Βασίλιος Μακρίδης, ur. 27 marca 1939 w Werii) – grecki narciarz alpejski, uczestnik zimowych igrzysk olimpijskich. W czasie swojej kariery nigdy nie brał udziału w zawodach uznawanych przez Międzynarodową Federację Narciarską, natomiast brał udział w IX Zimowych Igrzyskach Olimpijskich w Innsbrucku w 1964 w roku (zajął 78. miejsce w slalomie gigancie i 56 w slalomie).